# Ótta
Ótta è il quinto album in studio del gruppo post-metal islandese Sólstafir, pubblicato nel 2014.

## Tracce
1. Lágnætti – 8:44
2. Ótta – 9:38
3. Rismál – 4:24
4. Dagmál – 5:39
5. Miðdegi – 4:18
6. Nón – 7:47
7. Miðaftann – 5:39
8. Náttmál – 11:15